# براندان پنی
براندان پنی (به انگلیسی: Brendan Penny) (زاده ۲۴ فوریه ۱۹۸۷) بازیگر کانادایی است.
از مجموعه هایی که وی در آن نقش داشته است می‌توان به انگیزه و همچنین فیلم عاشقتم، بث کوپر اشاره کرد.